# Palpita arsaltealis
Palpita arsaltealis là một loài bướm đêm thuộc họ Crambidae. Nó được tìm thấy ở đông bắc Hoa Kỳ, phía nam đến South Carolina. Nó cũng có mặt ở Quebec và Ontario.
Sải cánh dài khoảng 16 mm. Con trưởng thành bay từ spring to cuối hè.